# La bugiarda (commedia)
La bugiarda è un'opera teatrale in tre atti di Diego Fabbri del 1954. 
Scritta appositamente per Rossella Falk, questa commedia, vivace e spregiudicata, fu rappresentata per la prima volta a Roma nel gennaio del 1956, con la regia di Giorgio De Lullo e le scenografie di Orfeo Tamburi.

## Trama
La bella e sensuale Isabella vive con la madre Elvira in una casa di proprietà del Vaticano e si barcamena tra il giovane fidanzato Albino e il più attempato Adriano Sinisbaldi, un aristocratico pontificio. Quando scopre che Adriano è in realtà sposato, Isabella decide di convolare a nozze con Albino, ma non rinuncia a frequentare Adriano, continuando a dire bugie.

## Trasposizioni
- La bugiarda, film del 1965, regia di Luigi Comencini[3]
- La bugiarda, miniserie televisiva del 1989, regia di Franco Giraldi[4]